# Galium rhodopeum
Galium rhodopeum là một loài thực vật có hoa trong họ Thiến thảo. Loài này được Velen. mô tả khoa học đầu tiên năm 1892.